# Jeffersonville (Kentucky)
Jeffersonville es una ciudad ubicada en el condado de Montgomery en el estado estadounidense de Kentucky. En el Censo de 2010 tenía una población de 1506 habitantes y una densidad poblacional de 229,65 personas por km².

## Geografía
Jeffersonville se encuentra ubicada en las coordenadas 37°57′13″N 83°50′44″O / 37.95361, -83.84556. Según la Oficina del Censo de los Estados Unidos, Jeffersonville tiene una superficie total de 6.56 km², de la cual 6.53 km² corresponden a tierra firme y (0.39%) 0.03 km² es agua.

## Demografía
Según el censo de 2010, había 1506 personas residiendo en Jeffersonville. La densidad de población era de 229,65 hab./km². De los 1506 habitantes, Jeffersonville estaba compuesto por el 98.8% blancos, el 0.13% eran afroamericanos, el 0% eran amerindios, el 0.07% eran asiáticos, el 0% eran isleños del Pacífico, el 0.27% eran de otras razas y el 0.73% pertenecían a dos o más razas. Del total de la población el 0.86% eran hispanos o latinos de cualquier raza.